# Letni semestr
Letni semestr (ang. Summer Heights High, 2007) – australijski serial komediowy nadawany przez stację ABC TV od 5 września do 24 października 2007 roku. W Polsce premiera serialu miała miejsce 6 czerwca 2010 roku na kanale HBO Comedy.

## Opis fabuły
Serial opowiada o codziennym życiu uczniów publicznej szkoły średniej, odwieczną walkę między sfrustrowanymi nauczycielami i zbuntowanymi uczniami. Trójka głównych bohaterów to: szkolna piękność Jamie King, zbuntowany Jonah Takalu i ekscentryczny nauczyciel sztuki Mr. G.

## Obsada
- Chris Lilley –
  - Jamie King,
  - Jonah Takalu,
  - Mr. G

i inni